# John D. Baldeschwieler
John D. Baldeschwieler (Elizabeth, 14 de noviembre de 1933) es un químico estadounidense que ha realizado importantes contribuciones en estructura molecular y espectroscopia.

## Biografía
Nacido el 14 de noviembre de 1933 en Elizabeth, Nueva Jersey, obtuvo una licenciatura en Ingeniería Química en 1956 por la Universidad Cornell y un Ph.D. en 1959 por la Universidad de California en Berkeley. Ha impartido clases en la Universidad de Harvard, la Universidad de Stanford y actualmente es profesor J. Stanley Johnson y profesor de química emérito en el Instituto Tecnológico de California (Caltech).

## Premios y reconocimientos
Ha recibido múltiples premios por su investigación, incluida la Medalla Nacional de la Ciencia, otorgada en 2000, "por su desarrollo imaginativo de nuevos métodos para determinar las propiedades, estructuras, movimientos e interacciones de moléculas y conjuntos moleculares, la traducción de estos avances en productos farmacéuticos y de instrumentación prácticos para el beneficio público y un amplio servicio a su gobierno y a la comunidad científica". Fue elegido miembro de la Academia Nacional de Ciencias en 1970, la Academia Estadounidense de las Artes y las Ciencias en 1972 y la American Philosophical Society en 1979.
Los premios adicionales incluyen:
- Beca Alfred P. Sloan (1962-1965)
- Premio en Química Pura de laSociedad Química Estadounidense (1967)
- Premio Fresenius de Phi Lambda Upsilon (1968)
- Medalla Richard C. Tolman de la Sociedad Química Estadounidense (1989)
- Medalla William H. Nichols de la Sociedad Química Estadounidense (1990)
- Premio a la invención creativa de la Sociedad Química Estadounidense (2001)
- Medalla de oro Othmer de la Fundación del Patrimonio Químico (2003)